# Герий Азиний
Герий Азиний (лат. Gerius Asinius; около 130 — 90 год до н. э.) — италийский военный деятель начала I века до н. э.
Первый известный представитель Азиниев, Герий Азиний происходил из знатного марруцинского рода.
Его сыном был Гней Азиний.
В 90 году до н. э. он был претором марруцинов, возглавлял армию своего народа в Союзнической войне и был убит в сражении с Гаем Марием.